# Coiffe modius

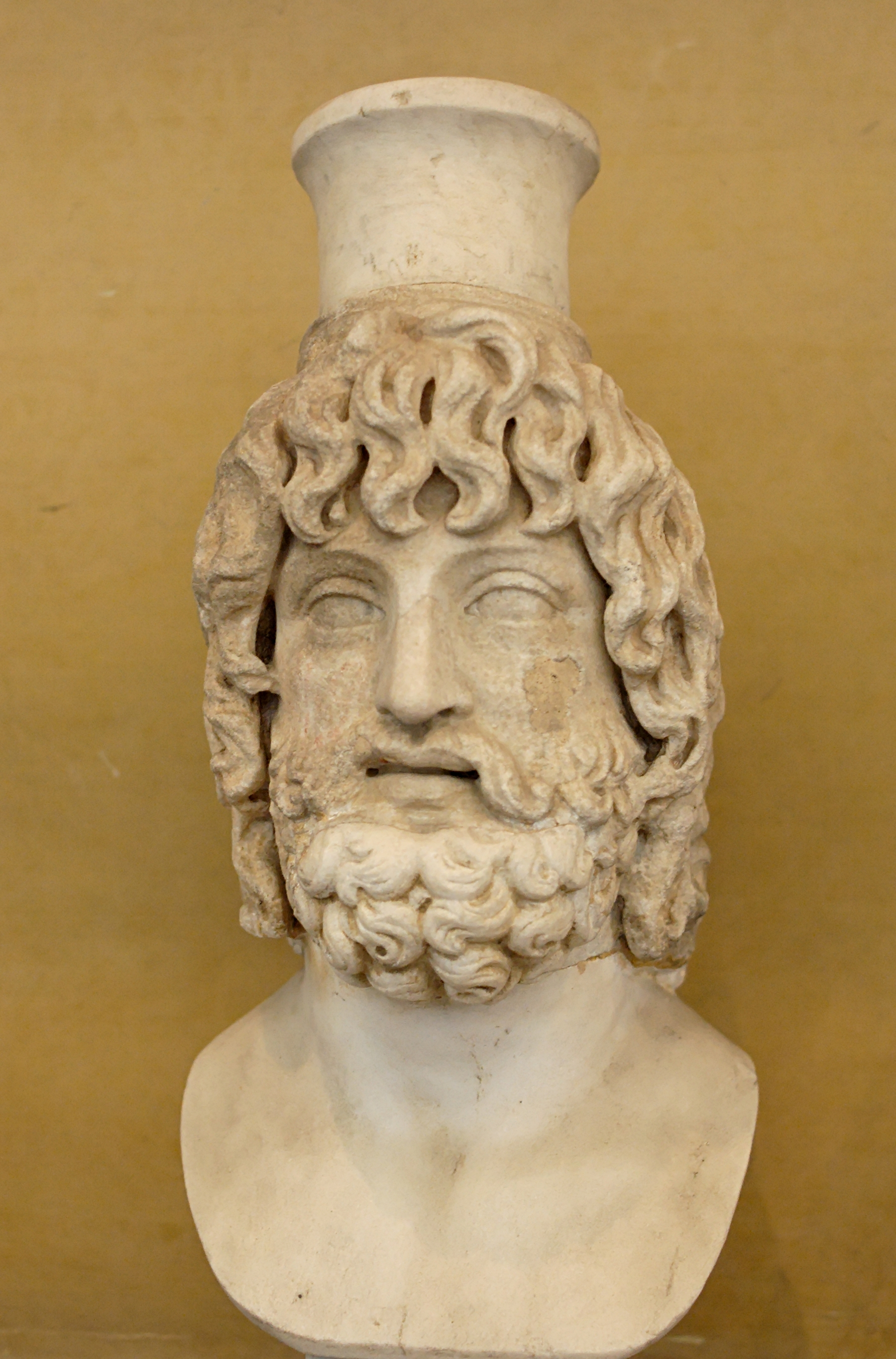
Sarapis portant le modius

La coiffe modius est un type de couronne cylindrique à sommet plat que l'on retrouve dans l'art égyptien ancien et dans l'art du monde gréco-romain. Le nom a été donné par les érudits modernes en raison de sa ressemblance avec la jarre utilisée comme unité romaine de mesure sèche,, mais il représente probablement une mesure de grain, et symbolise la capacité d'apprendre de nouvelles informations en ayant un esprit ouvert avec une tasse vide.
Le modius est porté par certaines divinités : Artémis d'Éphèse et certaines autres formes de la déesse, Hécate, et Sarapis. Sur certaines divinités, il représente la fécondité
On pense que c'est une forme surtout réservée aux êtres surnaturels dans l'art, et rarement portée dans la vie réelle, avec deux exceptions probables. Un grand modius fait partie de la coiffe complexe utilisée pour les portraits de reines égyptiennes, ornée de divers symboles, de motifs végétaux et de l'uræus,. Il était également la coiffe distinctive des prêtres de Palmyre,.

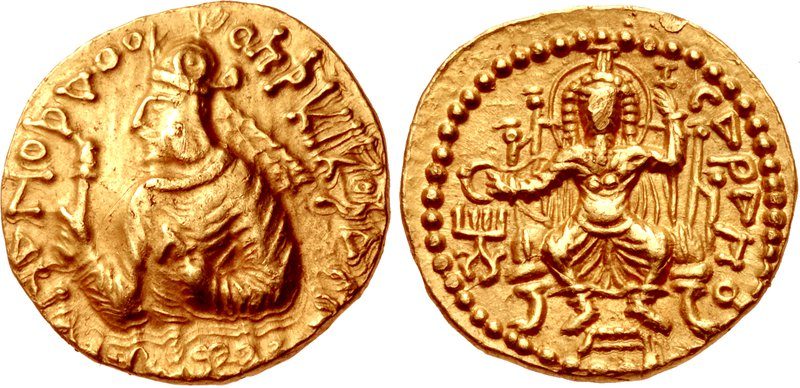
Le souverain kouchan Huvishka avec le dieu égyptien romain Sarapis assis et portant le modius